# Degeneração de códon
Degeneração ou redundância de códons é a redundância do código genético, exibido como a multiplicidade de combinações de códons de três pares de bases que especificam um aminoácido.  A degeneração do código genético é o que explica a existência de mutações sinônimas.:Cap 15

## Fundamentos
A degenerescência do código genético foi identificada por Lagerkvist.  Por exemplo, os códons GAA e GAG especificam o ácido glutâmico e exibem redundância; mas nenhum dos dois especifica nenhum outro aminoácido e, portanto, não é ambíguo ou não demonstra ambiguidade.
Os códons que codificam um aminoácido podem diferir em qualquer uma de suas três posições; no entanto, na maioria das vezes, essa diferença está na segunda ou terceira posição.  Por exemplo, o aminoácido ácido glutâmico é especificado pelos códons GAA e GAG (diferença na terceira posição); o aminoácido leucina é especificado pelos códons UUA, UUG, CUU, CUC, CUA, CUG (diferença na primeira ou terceira posição); e o aminoácido serina é especificado por UCA, UCG, UCC, UCU, AGU, AGC (diferença na primeira, segunda ou terceira posição).:521–522
A degeneração ocorre porque há mais códons do que aminoácidos codificáveis. Por exemplo, se houvesse duas bases por códon, apenas 16 aminoácidos poderiam ser codificados por (4²=16).  Como pelo menos 21 códigos são necessários (20 aminoácidos mais parada) e o próximo maior número de bases é três, então 4³ fornece 64 códons possíveis, o que significa que alguma degeneração deve existir.:521–522

## Implicações
Essas propriedades do código genético o tornam mais tolerante a falhas para mutações pontuais.  Por exemplo, em teoria, códons degenerados quádruplos podem tolerar qualquer mutação pontual na terceira posição, embora o viés de uso de códons restrinja isso na prática em muitos organismos; códons degenerados duplos podem resistir a mutações silenciosas em vez de mutações pontuais sem sentido ou sem sentido na terceira posição.  Uma vez que as mutações de transição (mutações de purina para purina ou pirimidina para pirimidina) são mais prováveis do que as mutações de transversão (purina para pirimidina ou vice-versa), a equivalência de purinas ou de pirimidinas em sites degenerados duplos adicionam uma tolerância a falhas adicional.:531–532

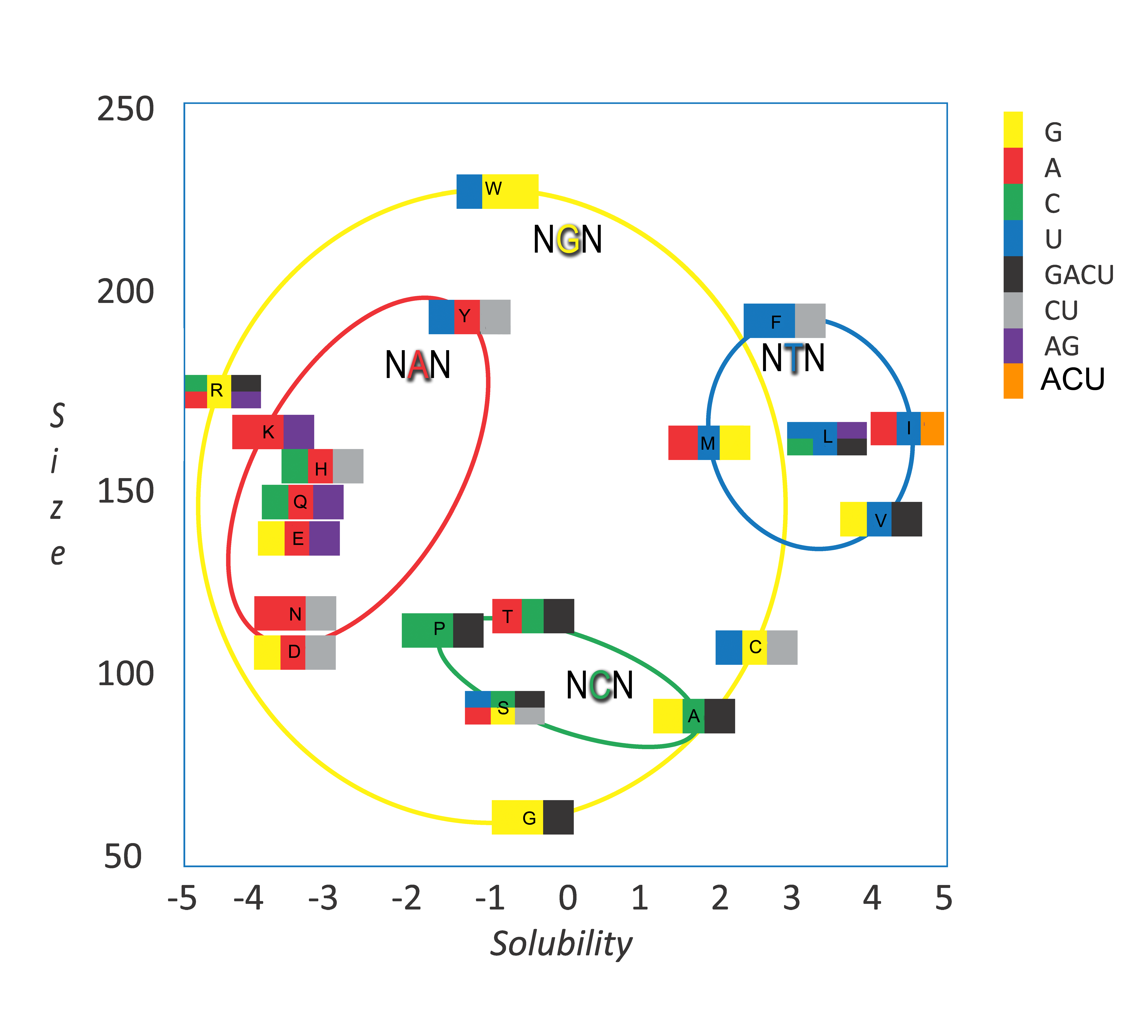
Agrupamento de códons por volume molar de resíduo de aminoácido e hidropatia.